# Katarzyna Szustow
Katarzyna Szustow (ur. 1981 w Warszawie) – polska kuratorka, producentka projektów artystycznych i społecznych, specjalistka od komunikacji kultury, redaktorka radiowa i koordynatorka intymności.

## Życiorys
Absolwentka XVIII Liceum Ogólnokształcące im. Jana Zamoyskiego w Warszawie oraz Wydziału Wiedzy o Teatrze Akademii Teatralnej im. Aleksandra Zelwerowicza w Warszawie. Ukończyła również Podyplomowe Studia Zarządzania Projektami Szkoły Głównej Handlowej w Warszawie.
Od połowy lat 90. produkuje wydarzenia artystyczne i współtworzy kształt instytucji, festiwali, prywatnych inicjatyw kulturalnych. W latach 2004–2006 pełniła funkcję dyrektorki artystycznej klubo-galerii Le Madame, gdzie wystąpiło ponad 50 teatrów z Polski i zagranicy (m.in. grupy Sędzia Główny). Była kuratorką projektów performatywnych: „Club Wotever” (wraz z Łukaszem Chotkowskim przygotowała cykl performansów zagranicznych artystów zrzeszonych wokół londyńskiego Klubu Wotever – Klubogaleria Le Madame, 2004) i „Odkryte/Zakryte – akcje performatywne” (wraz z Dorotą Sajewską i Pawłem Miśkiewiczam opracowała program akcji performatywnych, m.in. jedyny w Polsce performance artysty body art Franko B „Don’t Leave Me This Way”).
W latach 2008–2012 była kierowniczką Działu Komunikacji i Rozwoju w Teatrze Dramatycznym m.st. Warszawy im. Gustawa Holoubka, gdzie m.in. jako pierwsza w Polsce wprowadziła na stałe spektakle z audiodeskrypcją do repertuaru teatralnego (nie jako usługę dostarczaną zewnętrznie). W latach 2012–2015 współpracowała z Fundacją Krystyny Jandy na Rzecz Kultury, odpowiadając za komunikację Teatru Polonia i Och-Teatru. W latach 2010–2015 członkini Komisji Dialogu Społecznego ds. Kultury oraz grupy eksperckiej Biura Kultury/Centrum Komunikacji Społecznej oceniających wnioski złożone w konkursach m.st. Warszawy na realizację zadań publicznych.
Pracowała w radach programowych: Międzynarodowego Festiwalu Teatralnego „Warszawa Centralna” (2007–2012), Plenarnego Zjazdu Informal European Theatre Meeting (IETM, 2011). Współpracowała ze szwajcarskim Teatrem Gessnerallee i centrum artystycznym Rote Fabryk w Zurychu (2006).
Od 2011 prowadzi na zmianę z Mariuszem Kurcem i Krzysztofem Tomasikiem audycję w Radiu Tok FM „Lepiej późno niż wcale” koncentrującą się na tematach LGBTQ+. W latach 2010–2016 wspólnie z Karolem Radziszewskim i Agnieszką Weseli współtworzyła nieformalną inicjatywę prezentującą sztukę nieheteronormatywną „Pomada”. Wydawczyni newslettera „Nic Na Siłę”.
W 2013 założyła firmę doradczą „Szustow. Kultura i komunikacja” zajmującą się wspieraniem rozwoju instytucji i wydarzeń kulturalnych. W dorobku agencji znajdują się m.in.:
- międzynarodowa wystawa „Andrzej Wróblewski: Recto / Verso. 1948–1949, 1956–1957” dla Muzeum Sztuki Nowoczesnej (luty 2015),
- wystawa Very Lehndor i Holgera Trülzscha „Behind the Appearances” dla Fundacji Rodziny Staraków (jesień 2014),
- opracowanie i wdrożenie kampanii komunikacyjnej projektu badawczego „Rodziny z wyboru w Polsce. Życie rodzinne osób nieheteroseksualnych”, realizowanego przez Instytut Psychologii Polskiej Akademii Nauk (wrzesień 2014),
- organizacja, koordynacja i produkcja międzynarodowej, czterodniowej konferencji „Queer Kinship and Relationships” z udziałem naukowców z całego świata dla Instytutu Psychologii Polskiej Akademii Nauk (czerwiec 2015),
- opracowanie strategii komunikacji wejście na rynek edukacji Bednarskiej Szkoły Realnej, eksperymentalnego liceum o profilu biznesowo-multimedialnym (2014),
- współpracę z Teatrem T21, którego członkami i członkiniami zespołu są osoby z zespołem Downa i autyzmem (opieka medialna nad teatrem),
- wejście na rynek Kwartalnika „Przekrój” po 3-letniej przerwie wydawniczej.

## Filmografia
Jako koordynatorka scen intymnych:
- 2021: Rojst ’97
- 2022: Filip
- 2022: Słoń
- 2023: Freestyle
- 2023: Kobieta z...
- 2023: Doskonały rewanż (Perfect Addiction)
- 2023: W niemieckim domu
- 2025: Porządny człowiek
- 2025: Projekt UFO